# Dysschema leda
Dysschema leda är en fjärilsart som beskrevs av Druce 1884. Dysschema leda ingår i släktet Dysschema och familjen björnspinnare. Inga underarter finns listade i Catalogue of Life.